# Bahram Radan
 (octobre 2021).
Si vous disposez d'ouvrages ou d'articles de référence ou si vous connaissez des sites web de qualité traitant du thème abordé ici, merci de compléter l'article en donnant les références utiles à sa vérifiabilité et en les liant à la section « Notes et références ».
Bahram Radan (en persan : بهرام رادان), né le 28 avril 1979 à Téhéran (Iran), est un acteur iranien, gagnant des prix pour certaines de ses interprétations et reconnu en Orient comme Brad Pitt (après le mannequin masculin de mode international Farzan Athari).
Après ses études primaires à l'école Farhangian, secondaires à l’école Hejrat et aux collèges Borhan et Matin, il fait ses études universitaires en gestion d’affaire.
Entretemps, Radan s’inscrit à l’école de cinéma. Par la suite, il trouve l’occasion de jouer son premier rôle dans La Passion de l’amour (Shokoufa Film), qui marque le début de sa carrière d’acteur.

## Filmographie
- 1999 : Shoor-e eshgh (La Passion de l’amour)
- 2000 : Abi (Bleu)
- 2000 : Saghi (The Pusher)
- 2000 : Avaz-e ghoo (Swan's Song)
- 2001 : Toloo-e tarik
- 2002 : Roz-e zard (La Rose jaune)
- 2002 : Atash (Soif)
- 2003 : Sham'i dar bad (A Candle In The Wind)
- 2003 : Sarbaz-haye jome (Soldats du vendredi)
- 2004 : Gilane
- 2004 : Rastgari dar 8:20 (Le Salut à 8:20)
- 2004 : Tah-e donya (Fin du monde)
- 2004 : Ezdevaj-e soorati (Mariage Rose)
- 2005 : Le verdict
- 2005 : Taghato (Le Croisement)
- 2006 : Khoon bazi (Mainline)
- 2006 : Santouri
- 2006 : Chahar angoshti (4 doigts)
- 2007 : Kan'an Ali
- 2008 : Bi poli (Fauché)
- 2008 : Tardid (Le Doute)
- 2010 : La Route de la soie maritime

## Nomination et prix
- 2004 : Simorgh de cristal du meilleur principal rôle masculin au Festival du Film Fajr pour Sham'i dar bad
- 2007 : Simorgh de cristal du meilleur principal rôle masculin au Festival du Film Fajr pour Santouri (interdit en Iran)